# Förderungsanspruch
Als Förderungsanspruch wird das prinzipielle Recht auf öffentliche Förderung von gemeinnützigen oder sozialen Aktivitäten bezeichnet, soweit der Staat oder eine Gebietskörperschaft solche Unterstützungen in seinem Finanz- und Rechtssystem vorsieht.

## Förderungen im Bildungsbereich
Die größten Förderungsbeiträge gehen u. a. in die Bereiche Schule und Bildung, soweit diese Aufgaben nicht – wie etwa bei Privatschulen – unter einer öffentlichen Trägerschaft erfolgen. Die gesetzliche Basis zu diesen Förderungen kann auch ein genereller Bildungsauftrag sein, etwa für den öffentlich-rechtlichen Rundfunk.
Im weiterführenden Schulwesen gibt es u. a. gewisse Förderansprüche für Minder- und für Hochbegabte, oder an Hochschulen in Form von Stipendien für Studierende mit gutem Studienerfolg, aber geringem familiären Einkommen.

## Sozialpolitik
Gesetzlich geregelte Ansprüche gibt es in den meisten Staaten auch beim Bereich Wohnen und in der Sozialpolitik. Beispiele im Wohnbereich sind z. B. verschiedene Wohnbeihilfen, auf die bei Bedürftigkeit in vielen Staaten Europas ein Anspruch besteht, Sonderformen wie der Heizkostenzuschuss einzelner Bundesländer, oder Bestimmungen im deutschen Altersvermögensgesetz.
Im Gesundheitswesen betreffen wichtige Förderungen die medizinische Rehabilitation und Beiträge zu Heilmitteln, bei umfassenden Gesundheitssystemen auch die soziale Rehabilitation und dergleichen.
Im Berufsleben die Förderung von Weiterbildung (siehe Zweiter Bildungsweg), von Existenzgründungen und verschiedene Berufsförderungswerke.

## Forschungs- und Kunstförderung
Bei der Kunstförderung gibt es nur selten einen geregelten Anspruch auf Förderung, sondern er ist Ermessenssache der öffentlichen bzw. Bildungsinstitutionen oder hängt von den Rahmenbedingungen des jeweiligen Förderungsfonds ab. So vergibt z. B. die deutsche Filmförderungsanstalt Zuschüsse zur Herstellung eines neuen Films, wenn das geplante Projekt eine bestimmte Anzahl an Referenzpunkten erreicht. Bei bereits laufenden Filmen gibt es solche Punkte u. a. für die Zuschauerzahl und für allfällige Preise bei Filmfestivals.
In der Forschung besteht kein spezieller Förderungsanspruch – außer indirekt etwa bei Hochschullehrern für den Zeitaufwand ihrer Forschungsverpflichtung. Bei Forschungsprojekten oder geplanter Drittmittelforschung muss sich der Förderungswerber der Konkurrenz anderer Projekte stellen, denn der finanzielle Rahmen verschiedener Forschungsfonds reicht meist nur für etwa 30 bis 60 Prozent der eingereichten Projekte.